# ユアマイスター
ユアマイスター株式会社（英：Yourmy Star Inc.）は、東京都世田谷区に本社を置く、Webサービス・Webメディアなどの運営事業を行う会社。2016年に創業。
「人々の大事なものがより大切にされる社会へ導く。」をミッションに掲げている。

## 概要
大事なものを綺麗にしたり直したりしたい人々と、そのクリーニングや修理ができる全国のプロ・職人をつなぐサービスECプラットフォーム『ユアマイスター』の他、法人向けにエアコン清掃や室内清掃、消毒・除菌など、施設環境を維持・向上するための様々な要望に対応したサービスを提供する『ユアマイスター forbiz』、「暮らしの不便さや窮屈さを取り払うモノ・コト・アイデアを提供し、人々の、多様で自由な生き方を応援する」ことをコンセプトとしたメディア『ユアマイスタースタイル』のWebサービス・Webメディアを展開している。

## 沿革
※出典
- 2016年8月 - 渋谷区にユアマイスター株式会社を設立
- 2017年1月 - サービスECプラットフォーム「あなたのマイスター」、オウンドメディア「RELIVERS」をリリース
- 2018年11月 - 本社を渋谷区から世田谷区上馬へ移転
- 2019年10月 - 「マイスターアプリ by あなたのマイスター」をリリース
- 2020年4月 - サービス名称を「YOURMYSTAR（ユアマイスター）」、メディア名称を「YOURMYSTAR STYLE（ユアマイスタースタイル）」に変更
- 2020年10月 - 本社を世田谷区上馬から世田谷区三宿へ移転